# Fricot soldato
Fricot soldato è un film comico italiano del 1913.

## Trama
Fricot viene chiamato alle armi ma si dimostra la recluta più maldestra del reparto. Dopo aver preso posto in un letto a castello cade sul compagno sottostante e scatena una battaglia a cuscinate. Durante le lezioni di equitazione cade da cavallo. La divisa è smisurata, al punto che si imbroglia nel fare il saluto ai superiori. In libera uscita corteggia una balia che accudisce due neonati. Sorpreso dalla ronda finge di esserne il padre ma li fa cadere entrambi. Tornato in caserma è vittima del classico scherzo del secchio d'acqua posto sullo stipite e vuole rifarlo a sua volta. La doccia investe un sergente che costringe tutto il reparto a massacranti esercizi di prima mattina.

## Critica
(Catalogue Hloefer, 11 aprile 1913)